# Derek and Clive Get the Horn
Derek and Clive Get the Horn (titlu original: Derek and Clive Get the Horn) este un film britanic documentar de comedie din 1979 regizat de Russell Mulcahy (debut regizoral). Rolurile principale au fost interpretate de actorii Peter Cook, Dudley Moore și Judy Huxtable.

## Prezentare
Prezintă cronologic înregistrarea albumului de comedie din 1978, Derek and Clive Ad Nauseam, al treilea și ultimul album al lui Peter Cook și Dudley Moore.

## Distribuție
- Peter Cook - Clive
- Dudley Moore - Derek
- Judy Huxtable - Judy Cook
- Nicola Austine - Lady who came in and took her clothes off
- Richard Branson - Man with a beard